# 亞當橋海洋國家公園
09°04′15″N 79°37′42″E / 9.07083°N 79.62833°E

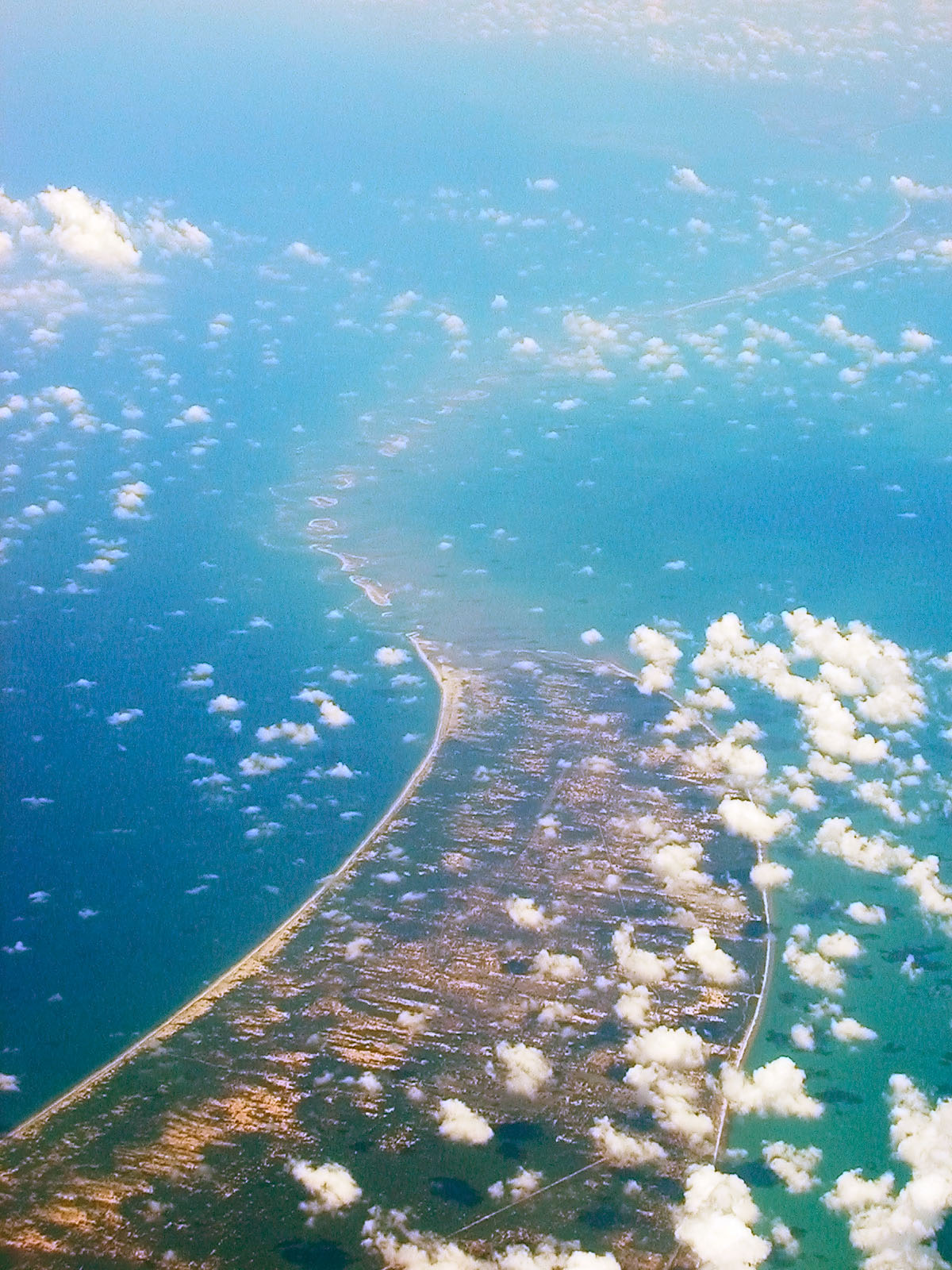

亞當橋海洋國家公園是斯里蘭卡的國家公園，位於該國北部，處於北部省，成立於2015年6月22日，面積190平方公里，有海豚、儒艮等海洋動物棲息。